# Ан Патчет
Ан Патчет (на английски: Ann Patchett) е американска журналистка и писателка на произведения в жанра драма, детска литература, мемоари и документалистика.

## Биография и творчество
Ан Патчет е родена на 2 декември 1963 г. в Лос Анджелис, Калифорния, САЩ. Баща ѝ, Франк Пачет, е капитан от полицията в Лос Анджелис, а майка ѝ, Джейн Рей, е медицинска сестра, която по-късно става писателка. Има по-голяма сестра. Когато е 6-годишна, родителите ѝ се развеждат, майка ѝ се омъжва повторно, и те се преместват в Нашвил, Тенеси. Учи в частното католическо училище за момичета „Сейнт Бърнард“ управлявано от сестрите на милосърдието. Следва в Колежа „Сара Лорънс“, който завършва с бакалавърска степет през 1984 г. По това време публикува първия си разказ „Всички малки цветни деца трябва да се научат да играят на хармоника“ в списание „The Paris Review“.
След дипломирането си, в продължение на девет години работи в списание „Seventeen“, където списанието публикува една от всеки пет статии, които е написала. Като журналист има множество публикации, включително в „Ню Йоркър“, „The New York Times Magazine“, „Вашингтон Поуст“, „O, The Oprah Magazine“, „Ел“, „GQ“, „Gourmet“ и „Вог“. Посещава творческата работилница за писатели в университета в Айова и Центъра за изящни изкуства в Провинстаун, Масачузетс, където пише първия си роман. Получава магистърска степен по изкуства през 1987 г.
Първият ѝ роман „The Patron Saint of Liars“ (Покровителят на лъжците) е издаден през 1992 г. Представя историята на млада бременна жена, която бяга от скучен брак, шофирайки из цялата страна, за да намери ново, различно и неочаквано чувство за семейство в „Сейнт Елизабет“, римокатолически дом за неомъжени майки в Кентъки. През 1998 г. е екранизиран в едноименния телевизионен филм с участието на Дейна Дилейни, Елън Бърстин и Кланси Браун.
Вторият ѝ роман „Taft“ печели наградата на Джанет Хайдингер Кафка за художествена литература през 1994 г.
През 2001 г. е публикуван романа ѝ „Белканто“. Въоръжени терористи нападат къщата на вицепрезидент на неназована южноамериканска държава по време на частно парти, но той не е там. Десетки знатни гости и красивата оперна певица Роксан Кос са взети за заложници. Къщата е обградена от полиция и военни, обсадата и преговорите продължават месеци, а терористите и техните заложници се научават да живеят заедно, като музиката е езикът, който всички в къщата разбират, музиката, която спасява и убива. Книгата печели наградата „Ориндж“ за художествена литература и наградата „ПЕН/Фокнър“. Романът става бестселър в списъка на „Ню Йорк Таймс“ и я прави известна. През 2018 г. е екранизиран в едноименния филм с участието на Джулиан Мур, Кен Уатанабе и Кристоф Ламбер.
Романът ѝ „Холандската къща“ е издаден през 2019 г. Той разтърсваща история за връзката между брат и сестра, къщата от тяхното детство и миналото, което не иска да ги освободи. Романът е финалист за наградата „Пулицър“ за 2020 г. и е четвърти в класацията на списание „Тайм“ за най-добрите книги на 2019 г.
Редакторка е на „Най-добри американски разкази“ за 2006 г. и е написала няколко книги с научна литература.
През 2010 г. Ан Патчет е съоснователка с Карън Хейс на малката независима книжарница „Parnassus Books“ в Нашвил, отворена през ноември 2011 г., която е разширена през 2016 г. с пътуващ фургон за книги. Става говорител на независимите продавачи на книги, защитавайки книги и книжарници.
През 2012 г. е включена в списъка на списание „Тайм“ за 100 на най-влиятелните хора в света.
Ан Патчет живее със семейството си в Нашвил.

## Произведения

### Самостоятелни романи
- The Patron Saint of Liars (1992)
- Taft (1994)
- The Magician's Assistant (1997)
- Bel Canto (2001) – награда „ПЕН/Фокнър“ и награда „Ориндж“
Белканто, изд.: „Сиела“, София (2015), прев. Анелия Данилова
- Run (2007)
- What Now? (2008)
- State of Wonder (2011)
- Commonwealth (2016)
- The Dutch House (2019)
Холандската къща, изд.: „Софтпрес“, София (2020), прев. Яна Парашикова-Аролска

### Детска литература
- Lambslide (2019)
- Escape Goat (2020)

### Документалистика
- Truth and Beauty (2004)
- The Bookshop Strikes Back (2013)
- This Is the Story of a Happy Marriage (2013)
- Nashville (2018)

### Екранизации
- 1998 The Patron Saint of Liars – тв филм
- 2018 Белканто, Bel Canto – продуцент